# Florence Brokowski-Shekete

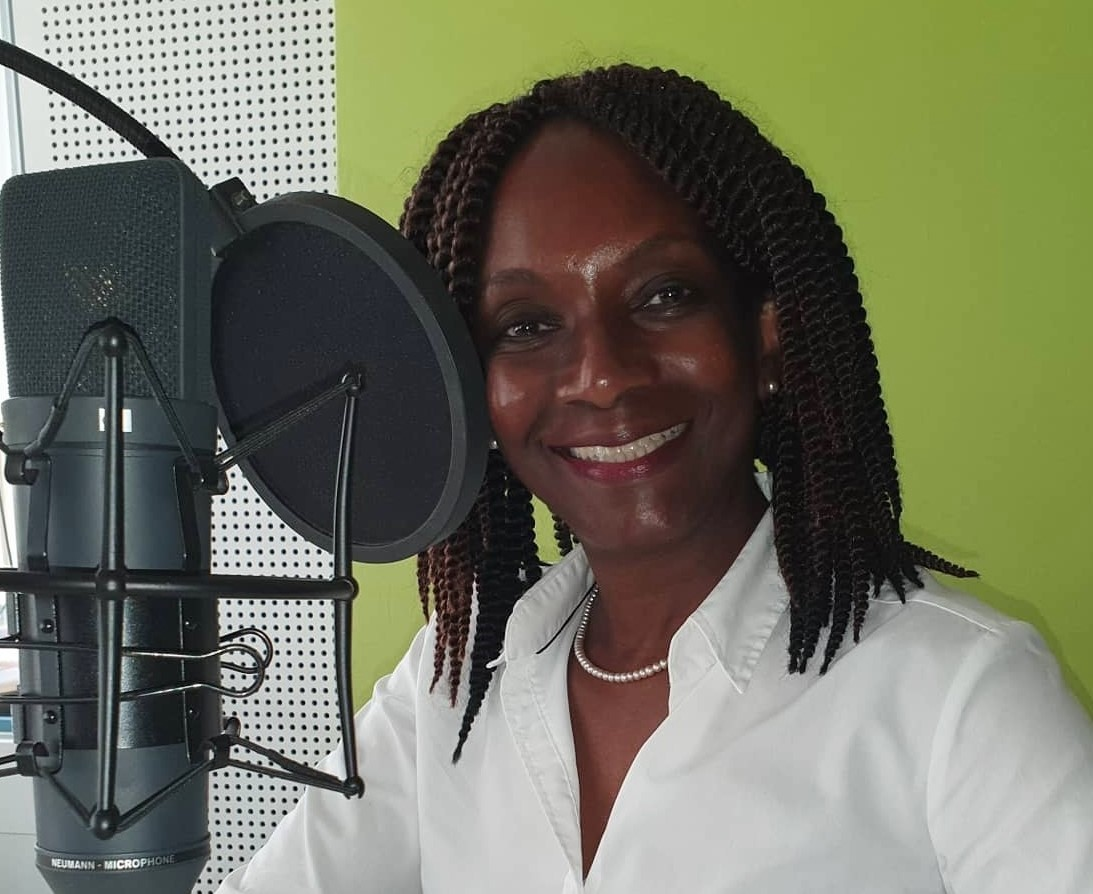
Florence Brokowski-Shekete (2021)

Florence Brokowski-Shekete (geboren 28. April 1967 in Hamburg) ist eine deutsche Pädagogin, Podcasterin und Autorin.

## Leben
Brokowski-Shekete ist das zweite Kind nigerianischer Eltern und wuchs bei einer deutschen Pflegemutter in Buxtehude auf. Zwischen 1976 und 1979 lebte sie mit ihren leiblichen Eltern im nigerianischen Lagos, wo sie die deutsche Schule besuchte. Im Alter von 12 Jahren kehrte sie 1979 alleine wieder nach Deutschland zurück und erhielt mit Unterstützung der evangelischen Paulusgemeinde in Buxtehude ein Bleiberecht.
Nach dem Abitur an der Halepaghen-Schule Buxtehude 1987 und einem Praktikum in einem Jugendzentrum studierte sie Deutsch, Englisch und evangelische Religion für das Lehramt an Grund- und Hauptschulen an der Leuphana Universität Lüneburg und der Pädagogischen Hochschule Heidelberg. Nach dem Ersten und Zweiten Staatsexamen 1992 und 1995 arbeitete sie zwei Jahre als Grundschullehrerin in Lindenfels. 1997 machte sie sich mit der Gründung einer Agentur als Kommunikationstrainerin, Beraterin und Coach selbständig. Ab 2003 arbeitete sie als Lehrerin an der Dietrich-Bonhoeffer-Schule Weinheim und wurde 2007 Schulleiterin an der Hilda-Hauptschule Schwetzingen (später Hilda-Haupt- und Werkrealschule).
2013 wechselte sie in das Staatliche Schulamt Mannheim zunächst als Schulaufsichtsbeamtin, dann als Schulrätin und seit 2020 als Schulamtsdirektorin und seit 2022 Fachbereichsleiterin Sekundarstufe 1. Seit Oktober 2023 ist sie persönlich Berufenes Mitglied des 24. Landesschulbeirates Baden-Württemberg.
Im Wintersemester 2021/22 hatte Brokowski-Shekete an der Pädagogischen Hochschule Heidelberg einen Lehrauftrag zum Thema „Diskriminierungssensible Pädagogik im Bildungskontext“ inne. Seit Dezember 2022 ist sie Mitglied des Hochschulrates der Pädagogischen Hochschule Schwäbisch Gmünd.

### Wirken als Autorin und Podcasterin
Ihre 2020 veröffentlichte Autobiografie Mist, die versteht mich ja! erreichte im Januar 2021 auf der Spiegel-Bestsellerliste in der Kategorie Sachbuch/Paperback, Platz 11 und hielt sich sechs Wochen lang zwischen den Plätzen 4 und 17. Im Mai 2021 erfolgte mit Platz 13 ein Wiedereinstieg. Im August 2022 folgte ihr zweites Buch Raus aus den Schubladen! Meine Gespräche mit Schwarzen Deutschen, das Anfang September 2022 auf der Spiegel-Bestsellerliste 37/2022 in der Kategorie Sachbuch/Paperback auf Platz 17 neu einstieg. Seit 2021 konzipiert und moderiert Brokowski-Shekete mit der Journalistin Marion Kuchenny den Podcast „Schwarz Weiss“. Seit 2022 ist sie Gastgeberin des People Talks „Schwarzwälder & Butterkuchen“. Brokowski-Shekete schrieb Gastartikel für den Mannheimer Morgen und für die Fachzeitschrift: Pädagogik.

### Privates
Sie ist Mutter eines erwachsenen Kindes.

## Engagement
Brokowski-Shekete engagiert sich ehrenamtlich als Mitglied des Luise Scheppler-Heims e. V. Heidelberg und unterstützt die Aminu Initiative e. V., ein Bildungsprojekt für Kinder und Jugendliche in Ghana. Außerdem konzentrierte sie sich – auch aufgrund eigener Erfahrung als Afrodeutsche – auf die Zusammenhänge von interkultureller Identität, gesellschaftlicher Integration und interkultureller Kommunikation. Sie war zu Gast in verschiedenen Medienformaten, darunter Kölner Treff und NDR-Talkshow, und wies dort auf die Einheit von Diversity und Empowerment hin. Für die Frauenzeitschrift Elle arbeitete sie an einem Glossar zur Verwendung von Begriffen in Rassismusdebatten mit. Außerdem befasst sie sich mit dem Themenbereich Kommunikation und transkulturelle Kinder- und Jugendpädagogik. Seit 2023 ist Brokowski-Shekete Patin beim Schulnetzwerk Schule ohne Rassismus – Schule mit Courage und seit 2022 Mitglied im Expertenrat beim Deutschen Knigge-Rat. Seit 2023 ist sie Jurymitglied des Deutschen Lehrerpreises.

## Buchveröffentlichungen
- Mist, die versteht mich ja! Aus dem Leben einer Schwarzen Deutschen, Orlanda Verlag, Berlin 2020, ISBN 978-3-944666-76-1; Taschenbuchausgabe Lübbe Verlag, Köln 2022, ISBN 978-3-404-61736-4.
- Raus aus den Schubladen! Meine Gespräche mit Schwarzen Deutschen. Orlanda Verlag, Berlin 2022, ISBN 978-3-949545-23-8.
- mit Marion Kuchenny: SchwarzWeiss: Es geht auch anders. Gespräche über Alltagsrassismus. Orlanda Verlag, Berlin 2024, ISBN 978-3-949545-65-8.